# Stadion Stałekanatnyk w Charcysku
Stadion Stałekanatnyk (ukr. Стадіон «Сталеканатник») – wielofunkcyjny stadion w Charcysku, w obwodzie donieckim na Ukrainie. Domowa arena klubu FK Charcyźk.
Stadion "Stałekanatnyk" w Charcysku został zbudowany w XX wieku i prezentował Zakład Lin Stalowo-drucianych w Charcysku (ukr. Харцизький сталедротово-канатний завод). Stadion zapisał się do historii tym, że w rundzie jesiennej sezonu 1998/99 swoje mecze domowe na stadionie prowadziła piłkarska drużyna Metałurh Donieck. Mecze Wyższej Ligi Ukrainy zobaczyło średnio 1,4 tys. widzów. We wszystkich 7 spotkaniach "domowych" Metałurh nie przegrał (5 zwycięstw i 2 remisy).